# Caleb Davis Bradham
Caleb Davis Bradham (27 de mayo de 1867 - 19 de febrero de 1934) fue el inventor del refresco Pepsi. Era un farmacéutico nacido en la ciudad de Chinquapin, Carolina del Norte. Se graduó en la Universidad de Carolina del Norte. Luego de ser maestro en una escuela pública, abrió una farmacia "Bradham Drug Company".En 1893 inventó la receta, una mezcla de extracto de nuez de cola, vainilla y "aceites raros", para lo que inicialmente se conocía como "Brad's Drink", pero en 1898, paso a llamarse Pepsi-Cola. Bradham nombró su bebida debido a la combinación de los términos Pepsina y Cola, ya que creía que su bebida ayudaba a la digestión debido a la pepsina que contenía. Fue también presidente del banco People's Bank of New Bern y fue presidente de la Junta de Comisionados del Condado de Craven. Autorizó las licencias de Pepsi-Cola en 24 estados, el 31 de mayo de 1923 la empresa se declaró en bancarrota pero Carson volvió a funcionar con su negocio. Caleb Davis Bradham murió por una enfermedad a largo plazo el 19 de febrero de 1934, su funeral fue en la iglesia de New Bern's First Presbyterian y fue enterrado en el cementerio de Cedar Grove en Nueva Berna, Carolina del Norte.